# Gema (Salamanca)
Gema es una localidad del municipio de Yecla de Yeltes, en la comarca de la Tierra de Vitigudino, provincia de Salamanca, comunidad autónoma de Castilla y León, España. 

## Historia

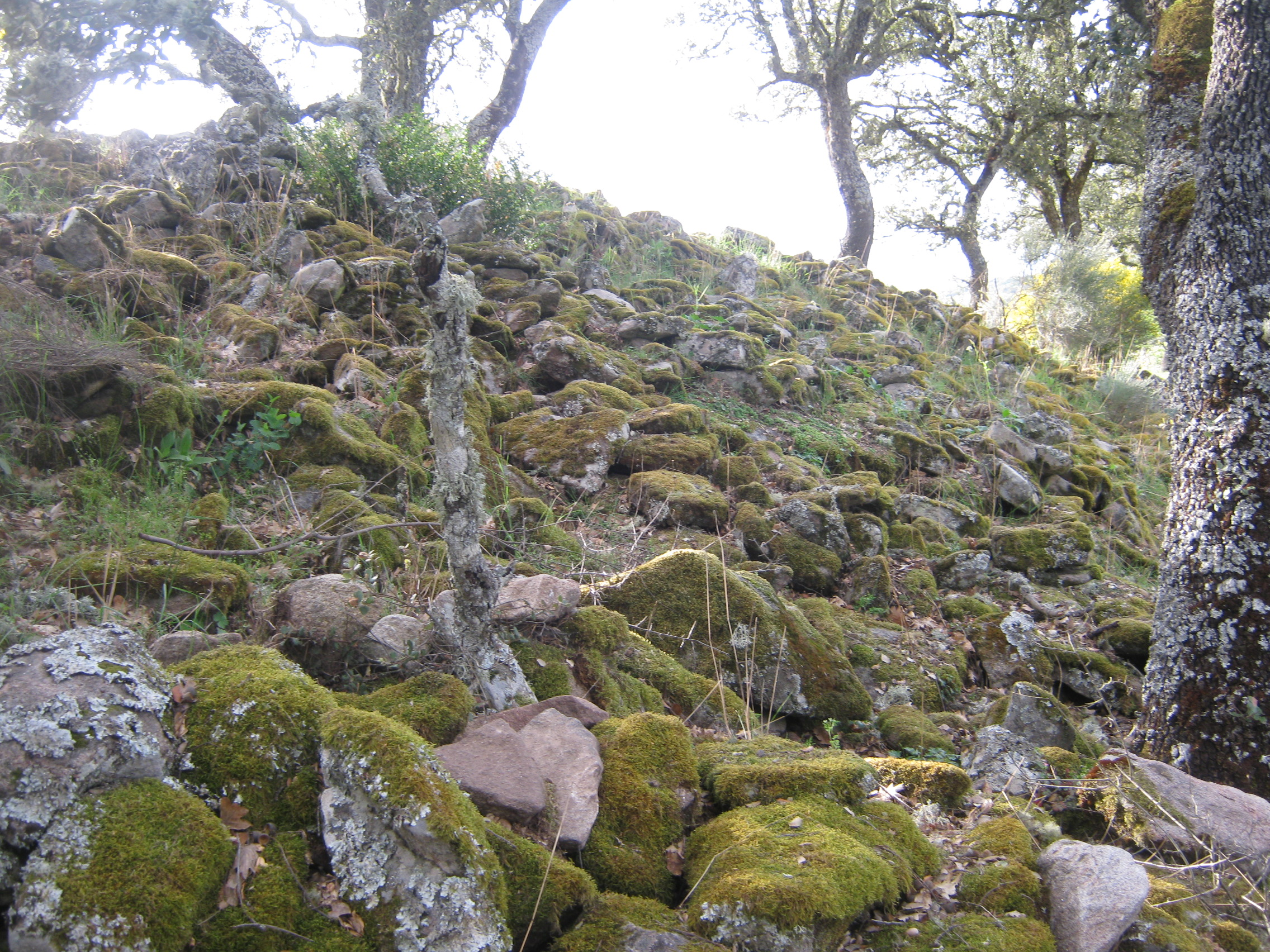
Restos del Castro de Los Castillos.

Denominada originalmente Xema, como aparece escrita en los primeros textos medievales en que viene recogida la existencia de la localidad, su nacimiento como pueblo se remonta al siglo XIV, originándose por el asentamiento de una serie de familias en una finca, que habrían dado lugar al pueblo erigiendo la iglesia. Posteriormente, con la creación de las actuales provincias en 1833, Gema quedó integrado en la provincia de Salamanca, dentro de la Región Leonesa, pasando a formar parte del partido judicial de Vitigudino en 1844. Por otro lado, eclesiásticamente Gema es actualmente, y desde la Edad Media, un anejo de Guadramiro, localidad a cuyo municipio ha pertenecido en lo civil hasta el siglo XIX, pasando entonces al de Yecla de Yeltes del que forma parte en la actualidad. Por otra parte, cabe señalar el hecho de que, en el año 1881, doce vecinos de Gema compraron por 77.733 pesetas buena parte del término de la localidad, que aún permanecía como propiedad de los Trespalacios.

## Monumentos y lugares de interés

### La fábrica
A 4 kilómetros (aproximadamente) de la pedanía se encuentra -La fábrica-. Esta es un antiguo molino situado en el río Huebra. En la actualidad se encuentra en estado de abandono, pero antiguamente fue un lugar muy importante para los habitantes tanto de Gema como de los pueblos de alrededor, ya que en él se llevaba a cabo la molienda del grano para la fabricación de harinas tanto para el uso humano como agrícola.
Aparte del molino, La fábrica consta además de una serie de viviendas y corrales, donde antiguamente habitaban durante todo el año los trabajadores del molino.
A este lugar venían personajes ilustres desde Madrid a veranear.

## Demografía
En 2021 Gema contaba con una población de 8 habitantes, de los cuales 4 eran hombres y 4 mujeres. (INE 2021).
| Gráfica de evolución demográfica de Gema (Salamanca) entre 2000 y 2021                   |
|                                                                                          |
| Fuente: Instituto Nacional de Estadística de España - Elaboración gráfica por Wikipedia. |

## Cultura

### Fiestas
Las fiestas del pueblo tienen lugar el día 8 de septiembre, (día de las madrinas) y el día de San Esteban (patrón del pueblo).
El día de las madrinas tiene lugar la típica rifa de la rosca. El día de San Esteban, los mayordomos realizan un convite para la gente del pueblo.